# Orthochromis rugufuensis
Orthochromis rugufuensis é uma espécie de peixe da família Cichlidae.
É endémica de Tanzânia.
Os seus habitats naturais são: áreas húmidas dominadas por vegetação arbustiva e pântanos.